# ギコ猫

ギコ猫

ギコ猫（ぎこねこ）は、匿名掲示板2ちゃんねるなどの電子掲示板で用いられるアスキーアート (AA) によるキャラクターの一種である。正式名称は「ギコ・ハニャーン」。通称ギコ。

## 概要
1999年（平成11年）頃から使われ始めたAAによるキャラクター。掲示板上の文脈や表現したい内容に応じ、様々な表情・ポーズ・セリフが与えられる。好きな芸能人は木村拓哉である。

### AAによる表現
- 四本足形体

```
＿＿＿_ ∧∧　　  ／￣￣￣￣￣￣￣￣
　～'　＿＿__(,,ﾟДﾟ)＜　逝ってよし！
　　 ＵU 　 　Ｕ U　　　＼＿＿＿＿＿＿＿＿
```

- 直立二足歩行形体

```
∧∧　　／￣￣￣￣￣
　　　(,,ﾟДﾟ)＜　ゴルァ！
　　 ⊂　　⊃　＼＿＿＿＿＿
　　～|　　|
　,,　  し`J
```

## キャラクター誕生までの経緯

擬古猫

あやしいわーるど等UG掲示板の常連であるコブラが利用していた「ギコハハハ」という笑い声が語源（さらに辿ればもとはコブラの友人が使っていたもので、1994年（平成6年）には存在していた）。この言葉が1998年（平成10年）に流行し、「ギコ○○」「ギコる」「ギコギコする」などのスラングの動詞としても発展した。ちなみにすべての語源である「ギコハハハ」の発端は1992年（平成4年）当時、NIFTY-Serve内のCitizen Band Simulator[CBシミュレーター]内の富士通横浜支店社員・masand（後にdonasamに改名）が使用していたオンライン笑い声「ギコハハハ」をコブラも利用し始めた事に端を発する。「ギコハハハ」の誕生経緯については諸説あるが、富士通が開発・販売していた親指シフトキーボードでは「ゃ」と「こ」が同じキーに割り当てられていることから生じた「ギャハハハ」のタイプミスに起因するという説が有力である。
当時、日立に出向していたコブラが「日立の人が本当にギコハハハって笑うねん」と仲の良かった後輩に語っていた。
タイプミス説が有力であるかは懐疑的であるという意見もある。
猫の文字絵の初出は（ログを見る限り）1998年12月3日だが「擬古猫」という固有のキャラクタとして確立されたのは翌4日に絵文字に「ギコニャーニャー」という鳴き声がついて以降、特に「あやしいわーるど」の擬古猫が自身のエイリアスとして猫の文字絵を用いるようになった後である。当初の顔は「（´ー｀）」。
2ちゃんねるや他コミュニティに転載され広まるうちに顔が「(,,ﾟДﾟ)」に変更され「ギコ猫」となった。現在2ちゃんねるで使われるAA（プロポーショナルフォントを使用）はカタカナの「ギコ猫」、あやしいわーるどの文字絵（等幅フォントを使用）および固定は漢字の「擬古猫」で表記するのが慣例。
2ちゃんねるではアスキーアートのキャラクターの1つであるモナーと共に「逝ってよし」「オマエモナー（お前もな）」といったフレーズで使われるようになった。
2002年に行われた「2ちゃんねる全AA人気トーナメントッッ！！」では同じ四大キャラであるモナー・しぃ・モララーを直接対決ですべて倒し、優勝に輝いた。

## 口癖・鳴き声
ギコ猫の口癖・鳴き声として使われるもの。
- ハニャーン

2000年（平成12年）初期から使用されているギコの鳴き声である。正式名称「ギコ・ハニャーン」としても使われる。
元々はカードキャプターさくらの登場人物・木之本桜の口癖。これを元ネタに厨房板に立てられシリーズ化した「暴言はにゃーんスレッド」により定着した。
- ゴルァ

「暴言はにゃーんスレッド」で初出、定着した。
- 逝ってよし

「死んでよし」の意味で、遠まわしに「死ね」ということを表す。

## ギコ猫商標問題（ギコ事件）
2002年（平成14年）3月12日、玩具メーカーであるタカラ（現・タカラトミー）がギコ猫のアスキーアートを対象として商標登録出願し（商願2002-19166）2ちゃんねるユーザー（2ちゃんねらー）などの間で物議を醸した。2ちゃんねる元管理人・西村博之（ひろゆき）がタカラへ抗議文を送る等したことで、結局同年6月3日に商標登録出願は取り下げられた。
この事件が原因で後に陽気で能天気なキャラ「タカラギコ」が誕生した。

## ギコ関連のFlash
Flash作品では、古くはモナーから始まったあめぞう系で、相方役としてしばしば登場する。最近は性格がモナーより主人公らしいためか、モララー同様主人公となっている作品が多い。また、主に恋人役として登場するしぃと絡んだ作品も多く存在する。ハチミリの「Savior Cat-救世主猫-」やClairvoyanceの「Nightmare City」シリーズ、作者不明の「逆転裁判」、Studio_Dokuoの「PRESENT」などの作品が有名。色は白色以外では殆ど水色で描かれるが、たまに黄色の場合もある。